# سيصورات
السيصورات (الاسم العلمي: Sisoridae) هي فصيلة من الأسماك تتبع رتبة سلوريات الشكل من طائفة شعاعيات الزعانف.

## التصنيف
- السيصوراوات
  - السيصور